# Jyxo.cz
Jyxo.cz (čti [džykso]) byl původem český internetový vyhledávač. Termínem Jyxo se označovala také vyhledávací technologie Jyxo a stejnojmenná společnost Jyxo, která vyhledávač provozovala.
Vyhledávač Jyxo využíval technologii Jyxo pro sběr, analýzu a vyhledávání rozsáhlého množství dat. Byl to kvalitní český fultextový vyhledávač stránek, šitý na míru českému internetu, který bral v potaz záludnosti českého jazyka, a v mnoha ohledech tak byl lepší než Google. Technologie Jyxo měla modulární strukturu a tak bylo možné jednoduše přidat podporu vyhledávání v jakémkoli formátu[zdroj?]. Umožňovala vyhledávání v obsahu HTML stránek PDF souborů i dokumentů .doc (formát Microsoft Wordu) a navíc ještě vyhledávání obrázků a audiovizuálních dat. Pro hodnocení stránek se používal tzv. JyxoRank.

## Vlastnosti vyhledávače Jyxo.cz
- české skloňování a časování – vyhledávač obsahoval lingvistický modul, který umožňoval ohýbat česká slova.
- skupiny – všechny nalezené dokumenty byly automaticky rozčleňovány do skupin podle jejich typu a příslušnosti. Kliknutím na název skupiny mohl uživatel zpřesnit své vyhledávání.
- kontrola pravopisu – udělal-li uživatel při zadávání dotazu pravopisnou chybu, vyhledávač nabídnul nejpravděpodobnější správný tvar.

## Společnost Jyxo.cz
Společnost Jyxo byla založena v roce 2002 Michalem Illichem. Ředitelem Jyxo.cz byl až do dubna 2010 Michal Illich, původní programátor a architekt vyhledávací technologie. 
V únoru 2006 získala 15 % společnosti Jyxo švýcarská investiční skupina Centralway Holding AG. V květnu 2008 získala za 163 až 200 milionů korun 100% podíl ve firmě Jyxo s.r.o. společnost CET 21 spol. s r.o., provozující TV Nova. 
Firma byla sloučena s CET 21 a právní entita vymazána z obchodního rejstříku na konci roku 2011.
Provoz vyhledávače Jyxo.cz byl ukončen v únoru 2013 a adresa přesměrována na nova.cz. Společnost sídlila na Praze 5 v areálu Barrandovských filmových atelierů. 
CET 21 do roku 2020 provozoval také blogovací systém Blog.cz, fotogalerii Galerie.cz nebo internetovou encyklopedii Mozek.cz či přehled článků z různých webových serverů články.jyxo.cz Archivováno 19. 5. 2007 na Wayback Machine.. Pro společnost Seznam.cz do roku 2010 vyvíjela PPC systém Sklik. Vyhledávací technologii poskytovala mnoha různým dalším subjektům. Kromě češtiny se specializovala na slovenštinu, maďarštinu a polštinu.